# Kenmet (Vogel)
Kenmet ist als Kenmet-Vogel ein schon im Alten Reich belegter Totengott. Die wenigen Informationen stammen zumeist aus den Pyramidentexten. 
Kenmet ist eine weitere Erscheinungsform des Verstorbenen als rituell Gereinigter. Dieser Zustand wird durch die Lösung der schlechten Taten erreicht. Bevor der Verstorbene sich in einen Kenmet-Vogel verwandelt, stellt er jedoch eine Gefahr für die bereits in einen Kenmet-Vogel verwandelten Verstorbenen dar, da der Verstorbene in seinem Zustand vor der Lösung die dargereichte Nahrung des gereinigten Kenmet-Vogels verbraucht.